# La Rivière-Drugeon
La Rivière-Drugeon – miejscowość i gmina we Francji, w regionie Burgundia-Franche-Comté, w departamencie Doubs.
Według danych na rok 1990 gminę zamieszkiwało 635 osób, a gęstość zaludnienia wynosiła 33 osoby/km² (wśród 1786 gmin Franche-Comté La Rivière-Drugeon plasuje się na 254. miejscu pod względem liczby ludności, natomiast pod względem powierzchni na miejscu 124.).